# Lovac (2000.)
Lovac je američki triler iz 2000.g. koji je režirao Joe Charbanic, a u kojem glume James Spader, Keanu Reeves i Marisa Tomei. Spider glumi umirovljenog detektiva FBI-a u Chicagu kojeg proganja serijski ubojica (Reeves).

## Vanjske poveznice
- Službena stranica filma
- Lovac na Rotten Tomatoes
- Lovac na All Movie